# آرون دیاز
آرون دیاز (اسپانیایی: Aarón Díaz‎؛ زادهٔ ۷ مارس ۱۹۸۲) خواننده، هنرپیشه، مدل، و بازیگر تلویزیون اهل مکزیک است.
از فیلم‌ها یا برنامه‌های تلویزیونی که وی در آن نقش داشته‌است می‌توان به ترسا، کوانتیکو اشاره کرد.